# جيم بلاك
جيم بلاك (بالإنجليزية: Jim Black)‏ (13 نوفمبر 1943 في المملكة المتحدة - ) هو مدرب كرة قدم ولاعب كرة قدم بريطاني في مركز الدفاع. لعب مع نادي هيبرنيان ونادي ستنهاوسموير ونادي أردريونيانز.

## وصلات خارجية
- جيم بلاك على موقع قاعدة بيانات كرة القدم.إي يو (الإنجليزية)